# The Woman in White (film 1917)
The Woman in White è un film muto del 1917 diretto da Ernest C. Warde.

## Produzione
Il film fu prodotto dalla Thanhouser Film Corporation.

## Distribuzione
Distribuito dalla Pathé Exchange (Gold Rooster Play), uscì nelle sale cinematografiche statunitensi il 1º luglio 1917. Negli Stati Uniti, ne venne fatta una riedizione che, nel 1920, uscì con il titolo The Unfortunate Marriage.
Copie della pellicola sono conservate negli archivi della Library of Congress, facenti parte della Nichol collection: un positivo in nitrato e un negativo (versione del film del 1920).